# Liechtensteinische Kraftwerke
Liechtensteinische Kraftwerke (LKW) – przedsiębiorstwo państwowe w Liechtensteinie założone w 1923 roku (jako Landeswerk Lawena), którego zadaniem jest pozyskiwanie, przesyłanie oraz dostarczanie energii elektrycznej na terenie Księstwa. Siedziba znajduje się w Schaan, a jedynym udziałowcem jest państwo Liechtenstein. Firma świadczy także usługi w zakresie wykonywania instalacji elektrycznych oraz sprzedaży i naprawy urządzeń elektrycznych, jest także właścicielem Liechtensteinische Solarstrom Anstat, które zajmuje się usługami fotowoltaicznymi. Firma jest również udziałowcem w firmach Repartner Produktions AG (ok. 10% udziałów) oraz Evolution AG (ok. 12% udziałów) i za ich pośrednictwem angażuje się w rynek energetyczny w innych krajach niemieckojęzycznych. Prezesem zarządu firmy od 2016 roku jest Philipp Elkuch.

## Historia
Elektryfikacja Liechtensteinu rozpoczęła się w XIX wieku, kiedy tkalnia w Triesen i przędzalnia w Vaduz stworzyły elektrownie na własne potrzeby. W 1901 roku w Vaduz powstała pierwsza elektrownia publiczna, która funkcjonowała do 1927 roku. Na początku XX wieku sieć energetyczna szybko się rozbudowała i rozpoczął się import energii z austriackiego Feldkirch. W 1923 roku założono firmę Landeswerk Lawena, której celem było utworzenie elektrowni wodnej Lawena. W 1927 roku w Lawenie wyprodukowano pierwszy prąd.
Przedsiębiorstwo Liechtensteinische Kraftwerke zostało powołane przy okazji budowy drugiej elektrowni w kraju – elektrowni Samina w 1947 roku i było następcą Landeswerk Lawena. Wybudowanie nowej elektrowni w 1949 roku pozwoliło uzyskać częściową niezależność energetyczną i rezygnację z importu energii z Feldkirch. Jednak szybko okazało się, że elektrownie Lawena i Samina nie są w stanie zapewnić wystarczającej ilości prądu dla funkcjonowania Księstwa. Jeszcze w 1949 roku LKW podpisało umowę o wymianie energii z dwiema szwajcarskimi elektrowniami. Od 2004 Liechtensteinische Kraftwerke importuje energię z Vorarlbergu, a od 2007 z Berna.
W 1998 roku Liechtensteinische Kraftwerke otrzymała licencję na świadczenie usług telekomunikacyjnych w Liechtensteinie. W związku z liberalizacją rynku w latach 2002-2005 LKW straciło pozycję monopolisty, ale zgodnie z umową z 2006 między LKW, a główną konkurencją, inną państwową firmą – TeleNet AG, to LKW zarządza wszystkimi sieciami telekomunikacyjnymi, elektrycznymi i telewizyjnymi na terenie Księstwa, natomiast spółka TeleNet świadczy usługi telekomunikacyjne.
Pod koniec XX wieku LKW chciało wybudować elektrownie wodne na Renie w okolicy Balzers/Trübbach i Ruggell/Salez. W 1994 roku władze Liechtensteinu odrzuciły projekt z powodu dużego ryzyka dla środowiska i wód gruntowych w kraju.

## Infrastruktura
Liechtensteinische Kraftwerke posiada 12 elektrowni wodnych w Liechtensteinie, których łączna produkcja wynosi 72 000 MWh (18% zapotrzebowania kraju), a dodatkową energię wytwarza 18 systemów fotowoltaicznych. LKW musi zatem importować sporą część energii, jednak energia wytwarzana w Księstwie pokrywa potrzeby wszystkich gospodarstw domowych.

### Elektrownie wodne LKW
| Elektrownia                             | Gmina                | Rok uruchomienia | Produkcja  |
| --------------------------------------- | -------------------- | ---------------- | ---------- |
| Wasserkraftwerk Samina                  | Vaduz                | 1949             | 54 000 MWh |
| Wasserkraftwerk Lawena                  | Triesen              | 1927             | 14 000 MWh |
| Wasserkraftwerk Mühleholzquellen        | Vaduz                | 1986             | 2 600 MWh  |
| Wasserkraftwerk Letzana                 | Triesen              | 2003             | 683 MWh    |
| Trinkwasserkraftwerk Schlosswald        | Vaduz                | 1994             | 2 000 MWh  |
| Trinkwasserkraftwerk Steia              | Eschen (Nendeln)     | 2000             | 223 MWh    |
| Trinkwasserkraftwerk Schaaner Quelle    | Schaan               | 2010             | 111 MWh    |
| Trinkwasserkraftwerk Maree              | Vaduz                | 2007             | 89 MWh     |
| Trinkwasserkraftwerk Stieg              | Vaduz                | 2007             | 52 MWh     |
| Trinkwasserkraftwerk Wissa Stä          | Planken              | 2009             | 50 MWh     |
| Trinkwasserkraftwerk Wasserchöpfquellen | Triesenberg (Malbun) | 2011             | 21 MWh     |
| Trinkwasserkraftwerk Meierhof           | Triesen              | 2012             | 15 MWh     |
| Trinkwasserkraftwerk Kopfquellen        | Balzers              | 2015             | 10 MWh     |